# Vredestempel (Rome)
De Vredestempel (Latijn: Templum Pacis) was een tempel ter ere van Pax, de godin van de vrede, in het oude Rome.
De tempel maakt deel uit van de Keizerlijke fora en werd in de late oudheid ook aangeduid als het Forum Pacis, of Forum Vespasiani.

## Geschiedenis
De tempel werd tussen 71 en 75 gebouwd in opdracht van keizer Vespasianus, die samen met zijn zoon Titus, de Joodse Oorlog oorlog in Judea en Galilea had gewonnen en daarmee vanuit Romeins oogpunt de vrede had hersteld. Vespasianus betaalde de bouw van de tempel uit de grote oorlogsbuit die uit Judea was meegenomen. De Romeinen hadden onder andere de Joodse tempel van Jeruzalem geplunderd en platgebrand. De tempel werd in 75 ingewijd. Naast het vereren van Pax werd de tempel ook gebruikt voor het tentoonstellen van de gestolen joodse tempelschatten en andere kunstschatten die eerder door keizer Nero waren verzameld voor zijn Domus Aurea, die door Vespasianus was afgebroken. Zo stond de befaamde gouden Menorah uit de Joodse tempel hier opgesteld. Aan het einde van de tweede eeuw brandde de tempel geheel af en werd vervolgens weer herbouwd.

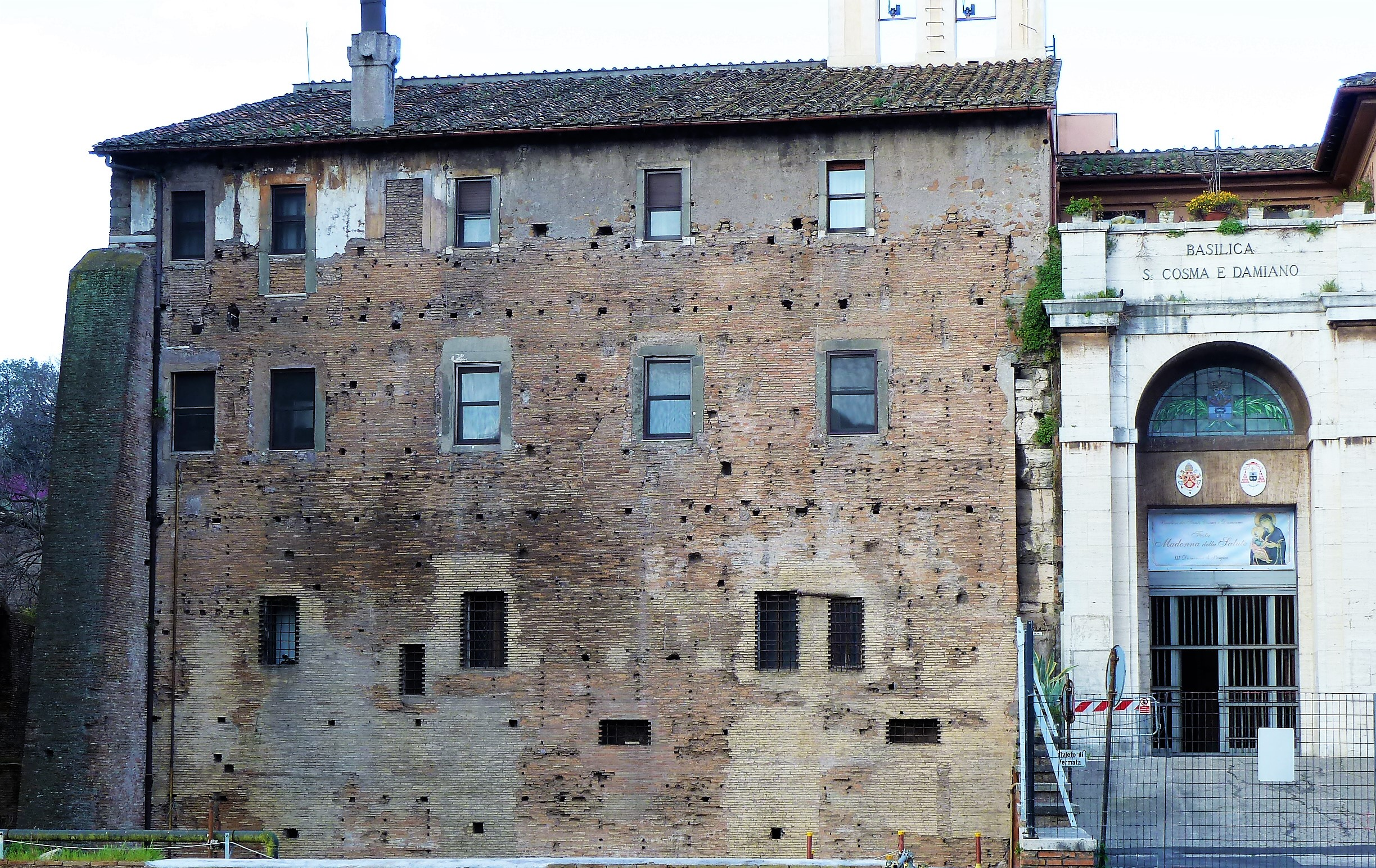
Aula van de tempel met de muur van de Forma Urbis Romae

## Het tempelcomplex
De tempel lag ten oosten van het Argiletum, waar korte tijd later het Forum van Nerva werd gebouwd. Het vierkante plein rondom de tempel was ommuurd en van zuilengangen voorzien. De zuilengangen dienden als tentoonstellingsruimte voor de kunstschatten van Vespasianus en Nero. In de tempel bevond zich ook de Bibliotheca Pacis, waarin Vespasianus buitgemaakte boeken uit Jeruzalem en werken uit de griekse oudheid onderbracht. Plinius de Oudere rekende de tempel, samen met het Forum van Augustus en de Basilica Aemilia, tot de drie mooiste gebouwen van het oude Rome.
In het jaar 191 werd de tempel door een grote brand verwoest. Keizer Septimius Severus liet de tempel echter binnen een jaar herbouwen. Hij was zeer waarschijnlijk ook verantwoordelijk voor het laten vervaardigen van de Forma Urbis Romae, een zeer grote marmeren kaart van Rome aan het begin van de 3e eeuw,  die op de muur van de aula van de tempel werd gehangen. De aanwezigheid van deze kaart doet vermoeden dat de tempel rond deze tijd zetel was van het kadaster van Rome. In de eeuwen na de herbouw werd de tempel wederom aangeduid als een van de mooiste bouwwerken van Rome.
In de middeleeuwen vervielen de grote Romeinse bouwwerken tot ruines en verdwenen langzaam onder het stijgende grondniveau. Bovengronds bleef de aula waar de Forma Urbis aan hing wel bewaard, want dit gebouw werd verbouwd tot de  kerk Santi Cosma e Damiano. De rest van de tempel werd overbouwd met huizen en andere gebouwen. In de jaren 1920 werd deze wijk afgebroken door Benito Mussolini, die er de Via dei Fori Imperiali liet aanleggen. Deze belangrijke toegangsweg tot het centrum van de stad ligt nog steeds grotendeels over het tempelcomplex heen. Vanaf de jaren 2000 zijn er aan de zijde van het forum wel grote opgravingen geweest, waarbij een deel van het complex weer is blootgelegd en enkele zuilen weer zijn opgericht.